# Mindeb
Mindeb is een zijrivier van de Sirion in De Silmarillion van J.R.R. Tolkien.
De Mindeb is een redelijk kleine rivier die in het noorden ontsprong in de Crissaegrim en zuidelijker uitmondde in de Sirion. De Mindeb was de grens tussen Dunbar en Nan Dungortheb. Vooral dit laatste gebied stond slecht bekend doordat het onveilig werd gemaakt door monsters en de nakomelingen van Ungoliant.